# Stokrose (Alcea)
Stokrose (Alcea) er en slægt med omkring 60 arter af urter (énårige, toårige eller stauder), som er udbredt i det sydvestlige og centrale Asien. De danner første år en grundstillet roset af store blade. Det følgende år bliver de 1-3 meter høje med brede, afrundede og håndlappede blade. De store mængder af blomster sidder i endestillede aks. Blomsterne kan være lyserøde eller lysegule hos vildarterne. Her omtales kun de arter, som dyrkes i Danmark.
Sygdomme
Alle arter af katost-familien – og altså også stokrosearter og sorter af stokroser – angribes af svampen Puccinia malvacearum, der ses som stokroserust.
| Arter |

- Alcea ficifolia.
- Havestokrose (Alcea rosea).